# Phyllanthus sauropodoides
Phyllanthus sauropodoides är en emblikaväxtart som beskrevs av Airy Shaw. Phyllanthus sauropodoides ingår i släktet Phyllanthus och familjen emblikaväxter.
Artens utbredningsområde är Queensland. Inga underarter finns listade i Catalogue of Life.